# Antoni (Miłowidow)
Antoni, imię świeckie Aleksandr Nikołajewicz Miłowidow (ur. 19 maja?/31 maja 1877 w Moskwie, zm. 4 października 1937 w Czelabińsku) – rosyjski biskup prawosławny.

## Życiorys
Był synem profesora prawa, z pochodzenia szlachcica. W 1897, po ukończeniu gimnazjum, złożył wieczyste śluby mnisze w Ławrze Troicko-Siergijewskiej, przyjmując imię Antoni. Zamieszkiwał w monasterze Trójcy Świętej i św. Stefana Machryskiego, gdzie w 1909 został hierodiakonem, a następnie hieromnichem. W tym samym roku przeniesiony do monasteru św. Jerzego w guberni nowogrodzkiej. Od 1910 do 1912 zamieszkiwał w monasterze św. Mikołaja w Moskwie, który opuścił na polecenie przełożonego po konflikcie z tym ostatnim; został przeniesiony do Pustelni św. Zozyma i Smoleńskiej Ikony Matki Bożej. W 1913 został przełożonym monasteru Zmartwychwstania Pańskiego w ujeździe Złatoustowskim guberni ufimskiej. Ponadto od 1913 do 1921 był dziekanem monasterów jednowierców w eparchii ufimskiej. W 1917 otrzymał godność igumena.
W 1920 został skazany na sześć miesięcy łagru za „agitację kontrrewolucyjną”. W 1921 otrzymał godność archimandryty. Po wyjściu z więzienia wrócił do monasteru, w którym dotąd zamieszkiwał, a po jego zamknięciu służył w różnych cerkwiach w regionie złatoustowskim: cerkwi w Tiubiełasie i cerkwi św. Aleksandra Newskiego w Ust'-Kataw. W 1925 został w tajemnicy wyświęcony na biskupa ust'-katawskiego przez znajdujących się na zsyłce arcybiskupa ufimskiego Andrzeja oraz biskupa niżnotagilskiego Lwa. Z powodu bliskich kontaktów ze staroobrzędowców i poparcia ruchu nie wspominających (popierał idee arcybiskupa Andrzeja (Uchtomskiego)) od 1926 do 1927, gdy złożył akt pokutny, był zawieszony w czynnościach.
Po powrocie do Rosyjskiego Kościoła Prawosławnego został biskupem troickim, wikariuszem eparchii czelabińskiej. Jeszcze w tym samym roku został aresztowany w Ufie i skazany na trzy lata więzienia i następnie sześcioletnią zsyłkę. W 1928 deportowany do Bugulmy, został tam aresztowany ponownie i skazany na zesłanie do Samary. Tam w 1930 aresztowany ponownie i skazany na trzy lata łagru. Karę odbywał w łagrach krasnowiszerskich (obwód permski), został zwolniony w 1933. Po uwolnieniu objął katedrę krasnojarską i jenisejską. Jeszcze w tym samym roku został biskupem aczyńskim, następnie od 1935 do 1936 był biskupem omskim i czelabińskim.
W 1936 został aresztowany razem z sześcioma innymi duchownymi eparchii omskiej. Oskarżony o kierowanie „grupą kontrrewolucyjną”, w czasie przesłuchań otwarcie zadeklarował negatywny stosunek do władz ZSRR oraz poglądy monarchistyczne. Zaprzeczył natomiast, jakoby prowadził agitację kontrrewolucyjną. Skazany w pierwszej instancji na dziesięć lat pozbawienia wolności, w 1937 wyrok został zamieniony na karę śmierci przez rozstrzelanie za „organizację grupy terrorystycznej”.
Stracony 4 października 1937 w Czelabińsku razem ze 127 innymi osobami.